# Recologne-lès-Rioz
Recologne-lès-Rioz är en kommun i departementet Haute-Saône i regionen Bourgogne-Franche-Comté i östra Frankrike. Kommunen ligger i kantonen Rioz som tillhör arrondissementet Vesoul. År 2022 hade Recologne-lès-Rioz 270 invånare.

## Befolkningsutveckling
Antalet invånare i kommunen Recologne-lès-Rioz
| Referens: INSEE |